# Élections législatives de 1986 dans le Tarn
Les élections législatives françaises de 1986 ont lieu le 16 mars 1986. Dans le département du Tarn, quatre députés sont à élire dans le cadre d'un scrutin proportionnel par liste départementale à un seul tour.

## Élus
| Député élu      |  | Parti    |
| --------------- |  | -------- |
| Pierre Bernard  |  | PS       |
| Charles Pistre  |  | PS       |
| Jacques Limouzy |  | RPR      |
| Albert Mamy     |  | UDF (PR) |

## Listes en présence

### Mouvement pour un parti des travailleurs
| N° | Candidats          | Parti | Parti | Principales fonctions             |
| -- | ------------------ | ----- | ----- | --------------------------------- |
| 01 | Jean-Luc Soler     |       | MPPT  | Ouvrier dans l’industrie chimique |
| 02 | Nathalie Lutaud    |       | MPPT  | Enseignante                       |
| 03 | Jean-Marc Gaudin   |       | MPPT  | Technicien                        |
| 04 | Jean-Pierre Sirvin |       | MPPT  | Architecte                        |
|    |                    |       |       |                                   |
| 05 | Thierry Dupin      |       | MPPT  | Employé PTT                       |
| 06 | Daniel Dalla-Barba |       | MPPT  | Technicien                        |

### Parti communiste français
| N° | Candidats        | Parti | Parti | Principales fonctions                                    |
| -- | ---------------- | ----- | ----- | -------------------------------------------------------- |
| 01 | Nelly Foissac    |       | PCF   | Adjointe au maire d'Albi, professeur du second degré     |
| 02 | Louis Tignères   |       | PCF   | Adjoint au maire de Castres, technicien des P et T       |
| 03 | Georges Doga     |       | PCF   | Adjoint au maire de Graulhet, professeur du second degré |
| 04 | Gilbert Cazelles |       | PCF   | Adjoint au maire de Carmaux, mineur                      |
|    |                  |       |       |                                                          |
| 05 | Raymond Durand   |       | PCF   | Employé de bureau, pré-retraité                          |
| 06 | Jean-Marc Féral  |       | PCF   | Employé du secteur public                                |

### Majorité présidentielle (PS-MRG)
| N° | Candidats          | Parti | Parti | Principales fonctions                                                                                                  |
| -- | ------------------ | ----- | ----- | --- |
| 01 | Pierre Bernard     |       | PS    | Député sortant, conseiller général du canton de Valence-d'Albigeois et maire de Trébas, médecin                        |
| 02 | Charles Pistre     |       | PS    | Député sortant, conseiller général du canton de Gaillac et conseiller municipal de Gaillac, professeur du second degré |
| 03 | Jacqueline Alquier |       | PS    | Députée sortante, conseillère générale du canton de Labruguière et conseillère municipale de Labruguière, employée     |
| 04 | Jean-Pierre Cabané |       | MRG   | Conseiller général du canton de Mazamet-Nord-Est et conseiller municipal de Mazamet, négociant                         |
|    |                    |       |       | |
| 05 | Daniel Courbou     |       | PS    | agent général d'assurances, maire adjoint d'Albi                                                                       |
| 06 | Louis Fournès      |       | PS    | Enseignant universitaire, maire de Puylaurens                                                                          |

### Union pour la démocratie française
| N° | Candidats       | Parti | Parti    | Principales fonctions                                                             |
| -- | --------------- | ----- | -------- | --------------------------------------------------------------------------------- |
| 01 | Albert Mamy     |       | UDF-PR   | Maire de Sorèze, ancien conseiller général, avocat                                |
| 02 | Jacques Albouy  |       | UDF      | Conseiller municipal d'Albi, médecin                                              |
| 03 | Jacques Dary    |       | UDF-PR   | Maire de Gaillac, médecin                                                         |
| 04 | Françoise Huppé |       | UDF-PR   | Attachée de préfecture à Castres                                                  |
|    |                 |       |          |                                                                                   |
| 05 | Roger Pégourié  |       | UDF-Rad. | Conseiller général du canton de Cordes-sur-Ciel et maire des Cabannes, commerçant |
| 06 | Jean Azéma      |       | UDF      | Conseiller municipal de Graulhet, retraité                                        |

### Rassemblement pour la République
| N° | Candidats             | Parti | Parti | Principales fonctions                                                                            |
| -- | --------------------- | ----- | ----- | ------------------------------------------------------------------------------------------------ |
| 01 | Jacques Limouzy       |       | RPR   | Conseiller général du canton de Castres-Nord et conseiller municipal de Castres, ancien ministre |
| 02 | Philippe Bonnecarrère |       | RPR   | Conseiller général du canton d'Albi-Sud, avocat                                                  |
| 03 | Jean-Louis Balan      |       | RPR   | Conseiller municipal de Graulhet, médecin                                                        |
| 04 | Michel Martin         |       | RPR   | Adjoint au maire de Mazamet, industriel                                                          |
|    |                       |       |       |                                                                                                  |
| 05 | Raymond Dalle         |       | RPR   | Premier adjoint au maire de Lavaur , directeur de banque                                         |
| 06 | Jean Marty            |       | RPR   | Maire de Rabastens, agent d'assurances                                                           |

### Front national
| N° | Candidats            | Parti | Parti | Principales fonctions                                                                  |
| -- | -------------------- | ----- | ----- | -------------------------------------------------------------------------------------- |
| 01 | Bernard Antony       |       | FN    | Député européen, cadre supérieur d'une entreprise privée, directeur du mensuel Présent |
| 02 | Jean-Paul Mayer      |       | FN    | Chirurgien-dentiste                                                                    |
| 03 | Guy d'Athis          |       | FN    | Militaire retraité                                                                     |
| 04 | Norbert Lacassagne   |       | FN    | Agent d'assurances retraité                                                            |
|    |                      |       |       |                                                                                        |
| 05 | Anne-Marie Chevalier |       | FN    |                                                                                        |
| 06 | Jacques Morvan       |       | FN    | Animateur social                                                                       |

## Résultats

### Résultats à l'échelle du département
| Liste Parti politique | Liste Parti politique                                                                                            | Tête de liste   | Tour unique | Tour unique | Sièges |
| Liste Parti politique | Liste Parti politique                                                                                            | Tête de liste   | Voix        | %           | Sièges |
| --------------------- | --- | --------------- | ----------- | ----------- | ------ |
|                       | Pour une majorité de progrès avec le président de la République Parti socialiste (MRG)                           | Pierre Bernard  | 80 179      | 39,48       | 2      |
|                       | RPR Opposition Rassemblement pour la République                                                                  | Jacques Limouzy | 53 269      | 26,23       | 1      |
|                       | Liste d'union de l'opposition UDF Union pour la démocratie française                                             | Albert Mamy     | 29 957      | 14,75       | 1      |
|                       | Liste de Rassemblement national présentée par le Front national Front national                                   | Bernard Antony  | 20 558      | 10,12       | 0      |
|                       | Liste présentée par le Parti communiste français Parti communiste français                                       | Nelly Foissac   | 17 416      | 8,57        | 0      |
|                       | Liste du Mouvement pour un parti des travailleurs Tarn Extrême gauche (Mouvement pour un parti des travailleurs) | Jean-Luc Soler  | 1 705       | 0,84        | 0      |
|                       | |                 |             |             |        |
| Inscrits              | Inscrits | Inscrits        | 252 788     | 100,00      | 4      |
| Abstentions           | Abstentions | Abstentions     | 38 539      | 15,24       |        |
| Votants               | Votants | Votants         | 214 249     | 84,75       |        |
| Blancs et nuls        | Blancs et nuls                                                                                                   | Blancs et nuls  | 11 165      | 5,21        |        |
| Exprimés              | Exprimés | Exprimés        | 203 084     | 94,79       |        |